# Mission: Impossible – Dead Reckoning
Mission: Impossible – Dead Reckoning – amerykański film akcji z serii Mission: Impossible. Jego reżyserem i scenarzystą jest Christopher McQuarrie, a do roli Ethana Hunta powrócił Tom Cruise. Prócz niego obsadzie znaleźli się zarówno znani z poprzednich części Rhames, Pegg, Ferguson czy Kirby, jak i nowicjusze – Esai Morales, Hayley Atwell i Pom Klementieff.
Film pojawił w kinach w USA 12 lipca 2023, a 5 maja 2025 roku miała premierę jego bezpośrednia kontynuacja.

## Obsada
- Tom Cruise jako Ethan Hunt, dowódca zespołu operacyjnego Impossible Mission Force[6].
- Hayley Atwell jako Grace, złodziejka, która zostaje nową agentką IMF[7].
- Ving Rhames jako Luther Stickell, technik komputerowy zespołu Hunta i jego najbliższy przyjaciel[6].
- Simon Pegg jako Benji Dunn, techniczny agent terenowy zespołu Hunta[6].
- Rebecca Ferguson jako Ilsa Faust, była agentka MI6 i sojuszniczka Hunta[6].
- Vanessa Kirby jako Alanna Mitsopolis, znana również jako Biała Wdowa, handlarka bronią na czarnym rynku[8].
- Esai Morales jako Gabriel, bezwzględny wróg Hunta pragnący przejąć kontrolę nad Bytem[6].
- Pom Klementieff jako Paris, francuska zabójczyni, pracująca dla Gabriela[2].
- Mariela Garriga jako Marie, kobieta z przeszłości Hunta i Gabriela, widziana tylko w krótkich retrospekcjach[9].
- Henry Czerny jako Eugene Kittridge, były dyrektor IMF[10].
- Shea Whigham jako Jasper Briggs, agent amerykańskiego wywiadu przydzielony do tropienia Hunta i jego zespołu[11].
- Cary Elwes jako Denlinger, dyrektor amerykańskiego wywiadu[12].
- Greg Tarzan Davis jako Theo Degas, agent wywiadu amerykańskiego i partner Briggsa przydzielony do śledzenia Hunta i jego zespołu[13].
- Frederick Schmidt jako Zola Mitsopolis, brat Alanny[14].

Ponadto Charles Parnell, Rob Delaney, Indira Varma i Mark Gatiss pojawiają się jako szefowie amerykańskich agencji wywiadowczych, reprezentujący odpowiednio NRO, JSOC, DIA i NSA. Marcin Dorociński i Ivan Ivashkin występują odpowiednio jako kapitan i pierwszy oficer okrętu podwodnego Sewastopol.

## Produkcja

### Casting
W styczniu 2019 potwierdzono, że do swoich ról z poprzednich produkcji powrócą Tom Cruise, Simon Pegg oraz Angela Basset. Na początku 2020 roku, w roli głównego złoczyńcy obsadzono Nicholasa Houlta, jednak w maju zastąpiono go Esaim Moralesem, z powodu niedogodnego harmonogramu przeprowadzania zdjęć do innej produkcji. W lutym 2020 Vanessa Kirby potwierdziła, że pojawi się w kolejnej części serii.

### Zdjęcia
14 stycznia 2019 roku ogłoszono, że 7 i 8 część serii będą kręcone równocześnie (back-to-back). Rozpoczęcie zdjęć do filmu zaplanowano na 13 lutego 2020 w Wenecji, jednak z powodu koronawirusa, decyzją Paramount Pictures przesunięto je. Na początku lipca, minister kultury Wielkiej Brytanii, zezwolił ekipie na przeprowadzenie zdjęć na terenie kraju bez konieczności odbywania 14-dniowej kwarantanny. W sierpniu 2020, podczas kręcenia jednej ze scen kaskaderskich, zapalił się motocykl i na planie wybuchł pożar. Nikomu nic się nie stało, jednak ucierpiała scenografia, warta prawie 2 mln funtów. Z początkiem września, zezwolono też na kręcenie w Norwegii (okręg Møre og Romsdal). Podczas pobytu tam, wypożyczono dwa statki, z czego jeden pełnił funkcję hotelu, w którym mieszkała ekipa zdjęciowa. W październiku ekipa przeniosła się do Rzymu. Pod koniec października 2020 zdjęcia zostały wstrzymane, z powodu wykrycia zakażenia koronawirusem u członków ekipy.
Twórcy planowali nakręcić w Polsce scenę wysadzenia mostu kolejowego, rezygnując z użycia efektów specjalnych – wysadzić prawdziwy obiekt, lecz w wyniku protestów zdjęcia nie doszły do skutku. W Warszawie miały być kręcone sceny pościgu, jednak z pomysłu również zrezygnowano.
15 lutego 2021 studio Paramount ogłosiło, że plan produkcji dwóch części równocześnie został zmieniony, z powodu nakładającego się grafiku innych premier i kręcenie 8 części rozpocznie się później.
Zdjęcia do filmu zakończyły się 10 września 2021.

### Muzyka
Na początku maja 2020 roku poinformowano, że muzykę do 7 i 8 części Mission Impossible skomponuje Lorne Balfe.

## Marketing
Pierwszy wgląd do filmu pokazano na CinemaCon 28 kwietnia 2022, natomiast pierwszy zwiastun wyciekł do mediów społecznościowych 21 maja 2022, a oficjalnie został udostępniony w sieci 23 maja 2022. 17 maja 2023 roku ukazał się drugi zwiastun filmu.

## Wydanie
Początkowo premiera siódmej części serii Mission Impossible została zaplanowana na 23 lipca 2021, a jej kontynuację zapowiedziano na 5 sierpnia 2022. Została jednak opóźniona przez pandemię koronawirusa najpierw na listopad 2021, następnie na 27 maja 2022 i 14 lipca 2023. W kwietniu 2023 przyśpieszono ją jednak o dwa dni. W styczniu 2024 z tytułu filmu usunięto Part One, pozostawiając go jako Mission: Impossible – Dead Reckoning.
Kontynuacja filmu miała premierę 5 maja 2025 w Tokio. Początkowo miała mieć premierę 28 czerwca 2024 roku, ale została opóźniona z powodu strajku aktorów.

## Odbiór

### Box office
Budżet filmu jest szacowany na 291 milionów dolarów. W Stanach Zjednoczonych i Kanadzie film zarobił ponad 170 mln USD. W innych krajach przychody stanowiły równowartość blisko 400 milionów dolarów, a łączny przychód ponad 570 mln.

### Krytyka w mediach
Film spotkał się z pozytywną reakcją krytyków. W serwisie Rotten Tomatoes 96% z 432 recenzji uznano za pozytywne, a średnia ocen wyniosła 8/10. Na portalu Metacritic średnia ocen z 66 recenzji wyniosła 81 punktów na 100.